# Aikatsu on Parade!
Aikatsu on Parade! là một trò chơi sưu tập thẻ trong dòng trò chơi Data Carddass của Bandai. Trò chơi bao gồm nhiều thẻ quần áo giúp các thần tượng vượt qua các buổi thử giọng. Aikatsu on Parade! là spin-off của ba trò chơi trước Aikatsu!, Aikatsu Stars! và Aikatsu Friends!. Đây là trò chơi thứ tư trong loạt trò chơi Aikatsu!.
Một bộ anime gồm 25 tập được sản xuất bởi BN Pictures và được chiếu trên kênh TV Tokyo từ ngày 5 tháng 10 năm 2019 đến ngày 28 tháng 3 năm 2020.

## Cốt truyện
Raki Kiseki là một học sinh đã chuyển đến học viện Star Harmony để thực hiện ước mơ của mình, trở thành một idol và thiết kế cho mình bộ Premium Rare Dress. Chị gái cô, Saya là một kĩ sư làm trong hệ thống Aikatsu, đã thiết kế cho Raki một thẻ Aikatsu Pass. Sau khi Stage đầu tiên của Raki kết thúc, rất nhiều cánh cửa đã xuất hiện trước mặt cô. Và cô đã mở một cánh cửa, và idol mà cô gặp đầu tiên là Nijino Yume từ Học viện Tứ Sao.

## Phương tiện truyền thông

### Anime
Anime đã được sản xuất bởi BN Pictures và chiếu trên kênh TV Tokyo để thay thế dub tiếng nhật của PAW Patrol

### Manga
Manga được đăng trên tạp chí Pucchigumi của nhà xuất bản Shogakukan.